# Kanton Offemont
Der Kanton Offemont war von 1984 bis 2015 ein französischer Wahlkreis im Arrondissement Belfort, identisch mit dem Territoire de Belfort in der Region Franche-Comté. Sein Hauptort war Offemont. 
Das Gebiet des Kantons Offemont gehörte bis 1967 zum ehemaligen Kanton Belfort. Als dieser aufgeteilt wurde, war Offemont zunächst Teil des Kantons Valdoie. Im Jahr 1984 wurden die Gemeinden Offemont, Vétrigne und Roppe davon abgetrennt, um den neuen Kanton Offemont zu bilden. Aus dem Kanton Giromagny kam die Gemeinde Éloie hinzu. 

## Gemeinden
Der Kanton bestand aus vier Gemeinden:
| Gemeinde | Einwohner (Stand 1999) | Code postal | Code Insee |
| -------- | ---------------------- | ----------- | ---------- |
| Éloie    | 837                    | 90300       | 90037      |
| Offemont | 3976                   | 90300       | 90075      |
| Roppe    | 675                    | 90380       | 90087      |
| Vétrigne | 441                    | 90300       | 90103      |

## Bevölkerungsentwicklung
| 1962  | 1968  | 1975  | 1982  | 1990  | 1999  |
| ----- | ----- | ----- | ----- | ----- | ----- |
| 2.793 | 3.751 | 4.850 | 5.981 | 6.226 | 5.929 |